# Wolfgang Beilenhoff
Wolfgang Beilenhoff (* 18. Januar 1943; † 24. Februar 2021 in Berlin) war ein deutscher Filmwissenschaftler und Hochschullehrer.

## Leben
Beilenhoff studierte Slavistik und Filmwissenschaft in Bochum, Prag und Moskau. In den 1970er-Jahren gab er die deutsche Übersetzung filmtheoretischer Werke von Dziga Vertov heraus. 1978 wurde er an der Ruhr-Universität Bochum mit der Dissertation Der sowjetische Revolutionsfilm als kultureller Text: semiotische Grunddaten für eine Kulturtypologie der zwanziger Jahre in der Sowjetunion promoviert. Er war in den 1980ern Mitglied des Forschungsprojekts Intermedialität und Intertextualität in Konstanz. Von 1991 bis 2008 war er Professor für Filmwissenschaft an der Ruhr-Universität. Er lehrte in Bochum zur Theorie und Ästhetik des Films. Nach seiner Emeritierung war Beilenhoff Fellow am IKKM der Bauhaus-Universität Weimar und Gastprofessor in Moskau, Berlin, Vilnius und Tiflis. Er veröffentlichte zur Avantgarde, insbesondere zur osteuropäischen Avantgarde.
Beilenhoff starb am 24. Februar 2021 an den Folgen einer COVID-19-Erkrankung.

## Schriften (Auswahl)
- (Hg.): Poetik des Films: deutsche Erstausgabe der filmtheoretischen Texte der russischen Formalisten mit einem Nachwort und Anmerkungen, Fink, München 1974.
- Der sowjetische Revolutionsfilm als kultureller Text: semiotische Grunddaten für eine Kulturtypologie der zwanziger Jahre in der Sowjetunion. Bochum 1978, OCLC 923068542.
- mit Martin Heller (Hg.): Das Filmplakat. Anlässlich der Ausstellung im Museum für Gestaltung Zürich (MfGZ) vom 8. März bis 30. April 1995. Zürich 1995, ISBN 3-9803851-7-5.
- (Hg.): Poetika Kino: Theorie und Praxis des Films im russischen Formalismus, Suhrkamp, Frankfurt am Main 2005, ISBN 978-3-518-29333-1.
- mit Marijana Erstić, Walburga Hülk und Klaus Kreimeier (Hg.): Gesichtsdetektionen in den Medien des zwanzigsten Jahrhunderts. Siegen 2006, ISBN 3-936533-20-2.
- mit Sabine Hänsgen (Hg.): Der gewöhnliche Faschismus. Ein Werkbuch zum Film von Michail Romm. Berlin 2009, ISBN 978-3-940384-12-6.